# Region Donau-Iller
| Logo                                    | Karte                                                 |
| --------------------------------------- | ----------------------------------------------------- |
|                                         | Lage der Region Donau-Iller in Deutschland            |
| Basisdaten                              |                                                       |
| Bundesländer:                           | Baden-Württemberg und Bayern                          |
| Regierungsbezirke:                      | Tübingen und Schwaben                                 |
| Sitz der Verwaltung:                    | Ulm                                                   |
| Fläche:                                 | 5464,67 km² (31. Dezember 2021)                       |
| Einwohner:                              | 1.053.714 (31. Dezember 2023)                         |
| Bevölkerungsdichte:                     | 193 Einwohner/km²                                     |
| Regionsgliederung:                      | 2 Stadtkreise bzw. kreisfreie Städte und 5 Landkreise |
| Regionalverband                         |                                                       |
| Verbandsvorsitzender:                   | Martin Ansbacher                                      |
| Verbandsdirektor:                       | Markus Riethe                                         |
| Website:                                | Regionalverband Donau-Iller                           |
| Karte                                   |                                                       |
| Region Donau-Iller · Region Donau-Iller |                                                       |

Die Region Donau-Iller (RVDI) ist eine ländergrenzenüberschreitende Planungsregion und ein Regionalverband in Baden-Württemberg und Bayern. Sie umfasst den Stadtkreis Ulm, den Alb-Donau-Kreis und den Landkreis Biberach in Baden-Württemberg sowie die kreisfreie Stadt Memmingen, den Landkreis Günzburg, den Landkreis Neu-Ulm und den Landkreis Unterallgäu in Bayern.
| Landkreis/ kreisfreie Stadt  | Fläche (km²) (31. Dezember 2021) | Bevölkerung (31. Dezember 2023) | Sitz der Verwaltung |
| Baden-Württembergischer Teil |                                  |                                 |                     |
| Stadtkreis Ulm               | 118,68                           | 129.942                         | Ulm                 |
| Alb-Donau-Kreis              | 1358,54                          | 203.873                         | Ulm                 |
| Landkreis Biberach           | 1409,52                          | 208.203                         | Biberach an der Riß |
| Bayerischer Teil             |                                  |                                 |                     |
| Memmingen                    | 70,11                            | 46.120                          | Memmingen           |
| Landkreis Günzburg           | 762,40                           | 131.596                         | Günzburg            |
| Landkreis Neu-Ulm            | 515,84                           | 182.241                         | Neu-Ulm             |
| Landkreis Unterallgäu        | 1229,57                          | 151.739                         | Mindelheim          |
| Region Donau-Iller           | 5464,67                          | 1.053.714                       | Ulm                 |

## Regionalplanung

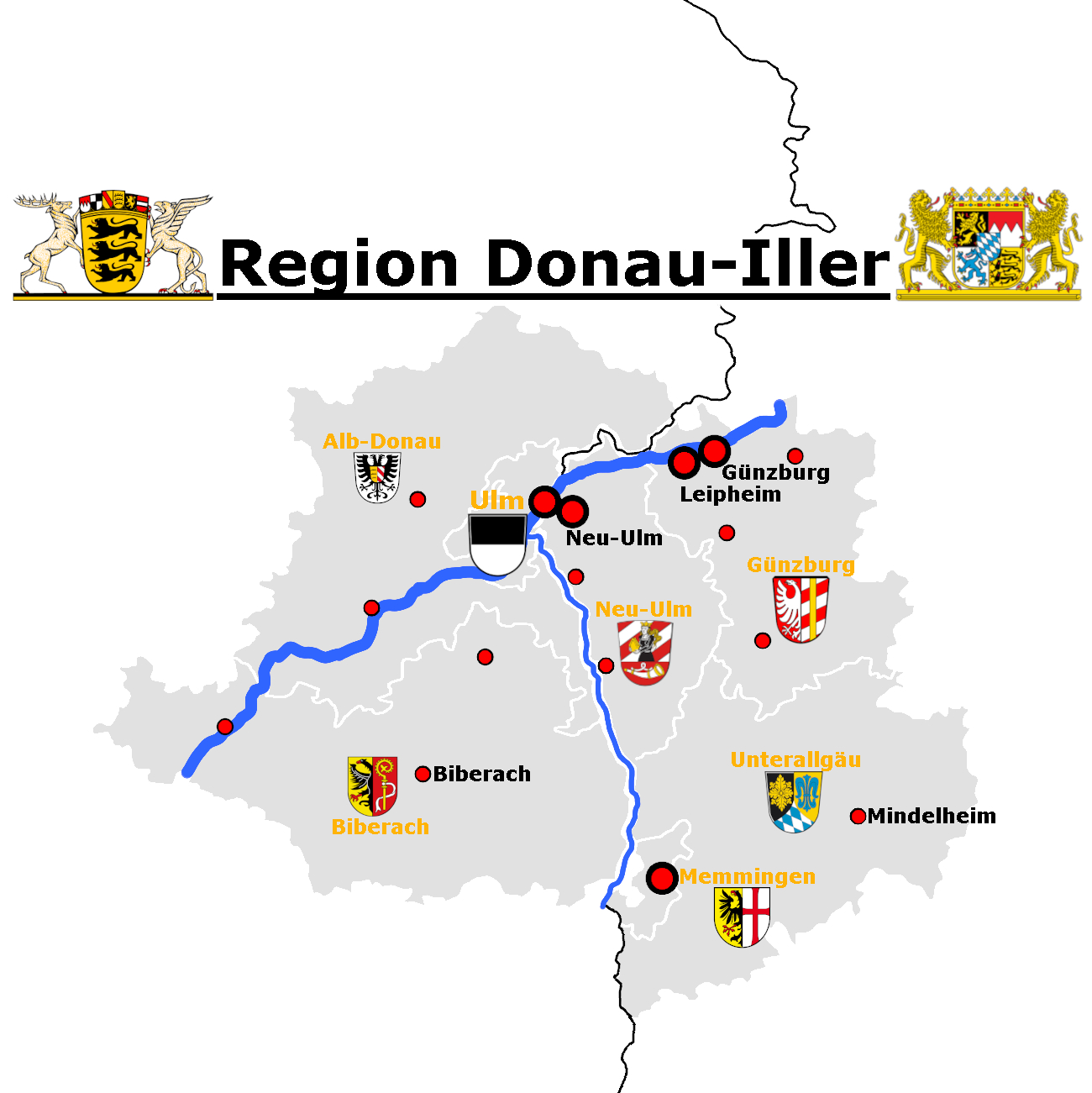
Karte der Region mit namensgebenden Flüssen, Landkreisgrenzen, sowie Ober- und Mittelzentren

Als Träger der Regionalplanung in der Region Donau-Iller wurde zum 1. Januar 1973 durch Staatsvertrag zwischen den Bundesländern Baden-Württemberg und Bayern auf der Grundlage entsprechender Landesgesetze der Regionalverband Donau-Iller als Körperschaft des öffentlichen Rechts eingerichtet. Er war der erste länderübergreifende Verband seiner Art in Deutschland und ist als solcher bis heute einer von insgesamt 12 Regionen/Regionalverbänden in Baden-Württemberg bzw. 18 regionalen Planungsverbänden in Bayern. Die Landräte der Mitgliedskreise, die Oberbürgermeister der Städte Ulm, Memmingen und Günzburg, sowie jeweils ein Abgeordneter pro 20.0000 Einwohner eines Landkreises sind automatisch Mitglieder der Verbandsversammlung. Der Sitz des Regionalverbands Donau-Iller und die Geschäftsstelle befinden sich in Ulm.
Ein wesentliches Instrument der Regionalplanung ist der Regionalplan, der ein mittelfristiges Entwicklungskonzept und die Leitlinien der künftigen räumlichen Entwicklung für die Region Donau-Iller enthält. Die Ziele der Raumentwicklung werden darin rechtsverbindlich, zum Beispiel durch die Ausweisung von Vorrang- und Vorbehaltsgebieten, festgelegt. Der Regionalplan wird in größeren zeitlichen Abständen fortgeschrieben. Die Gesamtfortschreibung des Regionalplans wurde am 5. Dezember 2023 von der Verbandsversammlung als Satzung beschlossen und am 2. Dezember 2024 vom Ministerium für Landesentwicklung und Wohnen Baden-Württemberg im Einvernehmen mit dem Bayerischen Staatsministerium für Wirtschaft, Landesentwicklung und Energie genehmigt. Der fortgeschriebene Regionalplan ist seit dem 21. Dezember 2024 verbindlich.

## Raumplanung (Baden-Württemberg)
Im baden-württembergischen Teil der Region bildet Ulm (zusammen mit Neu-Ulm) ein Oberzentrum. Es existieren die folgenden Mittelbereiche:
- Biberach
- Blaubeuren/Laichingen
- Ehingen
- Laupheim
- Riedlingen

## Raumplanung (Bayern)
Im bayerischen Teil der Region gibt es neben dem Doppelzentrum Ulm/Neu-Ulm als weitere Oberzentren Memmingen und Günzburg/Leipheim. Es existieren ferner folgende Mittelzentren, denen im Landesentwicklungsprogramm Bayern jedoch keine Mittelbereiche mehr explizit zugewiesen sind:
- Bad Wörishofen
- Burgau

- Ichenhausen

- Illertissen
- Krumbach (Schwaben)
- Mindelheim

- Senden/Vöhringen

- Weißenhorn

## Projekte

### Radschnellwege
Mit Beschluss der Verbandsversammlung vom 10. Dezember 2019 gab der Regionalverband eine Potenzialanalyse zur Untersuchung der Machbarkeit von Radschnellwegen in der Region in Auftrag. Hierbei wurden Achsen bestimmt entlang derer sogenannte Radschnellwege entwickelt werden sollen. Diese sollen eine weitere verkehrspolitische Alternative zu Individualverkehr und ÖPNV darstellen und orientieren sich am Vorbild der Autobahnen. Bestehende Radwege sollen verkehrgerecht ausgebaut und verbreitert werden sowie neue Radwege gebaut werden.

### Regio-S-Bahn Donau-Iller
Zur Besserung An- und Verbindung der Region beauftragte der RVDI am 24. November 2009 eine Machbarkeitsstudie zur Schaffung eines S-Bahn Netzes für die Region. Von 2014 bis 2016 wurde ein regionales Zielkonzept erarbeitet. Dazu wurde im September 2015 die Regio-S-Bahn Donau-Iller gegründet. Mitglieder des Vereins sind zusätzlich zu den Mitglieder des RVDI der Landkreis Heidenheim, der Ostalbkreis und die Stadt Geislingen an der Steige. Angestrebt werden eine höhere Taktung im ÖPNV sowie die Erschließung und Reaktivierung neuer Haltestellen. Zentraler Knotenbahnhof für die Regio-S-Bahn soll der Hauptbahnhof Ulm werden. Der Gesamtkostenrahmen wird auf 700 Millionen Euro geschätzt, wovon ein Großteil durch Zuschüsse des Bundes und der Länder finanziert werden soll. Seit Dezember 2020 werden mit der RS7 (Ulm-Memmingen) und der RS71 (Ulm-Weißenhorn) zwei der zehn geplanten Linien bereits unter der neuen Firmierung geführt. Die restlichen Linien sollen bis 2030 in Betrieb genommen werden.

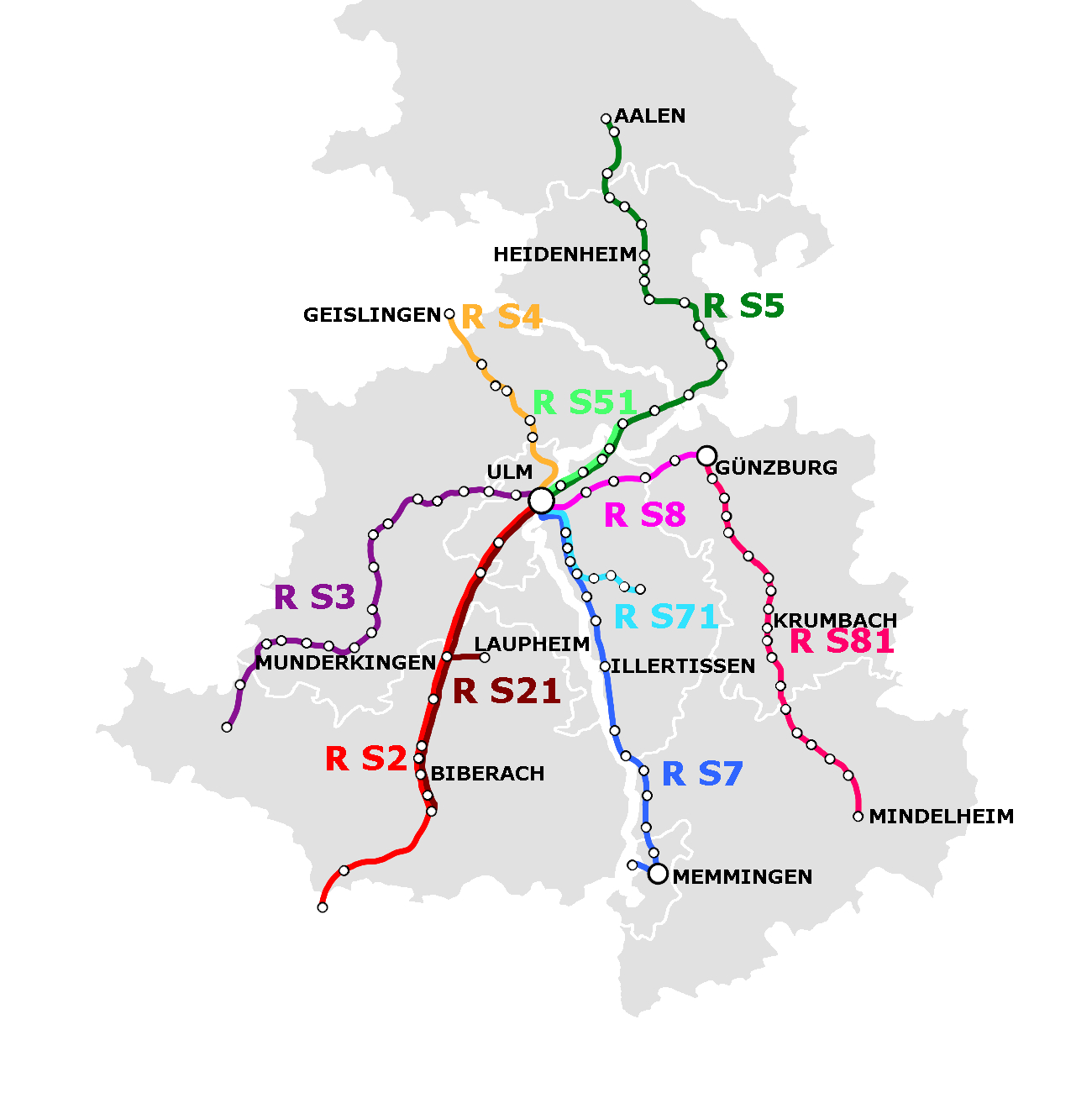
Geplante S-Bahn mit Haltestellen

| Linie | geplante Linienführung                                 | Name                |
| ----- | ------------------------------------------------------ | ------------------- |
| RS2   | Ulm Hbf – Biberach – Aulendorf                         | Südbahn             |
| RS21  | Ulm Hbf – Laupheim – Biberach – Ummendorf              | Südbahn ü. Laupheim |
| RS3   | Ulm Hbf – Ehingen (Donau) – Riedlingen                 | Donaubahn           |
| RS4   | Ulm Hbf – Geislingen a.d. Steige                       | Filstalbahn         |
| RS5   | Ulm Hbf – Langenau – Heidenheim – Aalen                | Brenzbahn           |
| RS51  | Ulm Hbf – Langenau                                     | Brenzbahn           |
| RS7   | Ulm Hbf – Neu-Ulm – Illertissen – Memmingen – Buxheim  | Illertalbahn        |
| RS71  | Ulm Hbf – Neu-Ulm – Weißenhorn                         | Illertalbahn        |
| RS8   | Ulm Hbf – Neu-Ulm – Leipheim – Günzburg                | Donautalbahn        |
| RS81  | Günzburg – Krumbach – Mindelheim – Memmingen – Buxheim | Mittelschwabenbahn  |

## Verbandsvorsitzende des Regionalverbands Donau-Iller
Der Verbandsvorsitzende ist Vorsitzender der Verbandsversammlung und der Ausschüsse. Er vertritt den Verband, leitet die Verbandsversammlung und erledigt die Geschäfte der laufenden Verwaltung. Er bereitet die Sitzungen der Verbandsversammlung und der Ausschüsse vor und vollzieht deren Beschlüsse. Der Verbandsvorsitzende wird abwechselnd aus der Mitte der baden-württembergischen und der bayerischen Vertreter gewählt.
- 1973–1976: Georg Simnacher, Landrat des Landkreises Günzburg
- 1976–1979: Wilfried Henger, Oberbürgermeister der Stadt Ehingen/Donau
- 1979–1982: Franz-Josef Schick, Landrat des Landkreises Neu-Ulm
- 1982–1985: Wilfried Steuer, Landrat des Landkreises Biberach
- 1985–1988: Hermann Haisch, Landrat des Landkreises Unterallgäu
- 1988–1991: Ernst Ludwig, Oberbürgermeister der Stadt Ulm
- 1991–1994: Ivo Holzinger, Oberbürgermeister der Stadt Memmingen
- 1994–1997: Wolfgang Schürle, Landrat des Alb-Donau-Kreises
- 1997–2000: Hubert Hafner, Landrat des Landkreises Günzburg
- 2000–2003: Peter Schneider, Landrat des Landkreises Biberach
- 2003–2006: Erich Josef Geßner, Landrat des Landkreises Neu-Ulm
- 2006–2009: Ivo Gönner, Oberbürgermeister der Stadt Ulm
- 2009–2012: Hans-Joachim Weirather, Landrat des Landkreises Unterallgäu
- 2012–2015: Heinz Seiffert, Landrat des Alb-Donau-Kreises
- 2015–2016: Ivo Holzinger, Oberbürgermeister der Stadt Memmingen
- 2016–2016: Markus Kennerknecht, Oberbürgermeister der Stadt Memmingen
- 2017–2018: Manfred Schilder, Oberbürgermeister der Stadt Memmingen
- 2018–2021: Heiko Schmid, Landrat des Landkreises Biberach
- 2021–2024: Hans Reichhart, Landrat des Landkreises Günzburg
- 2024–heute: Martin Ansbacher, Oberbürgermeister der Stadt Ulm

## Verbandsdirektoren des Regionalverbands Donau-Iller
- 1973–1978: Ernst Ludwig
- 1978–1997: Klaus Remmele
- 1998–2002: Joachim Strauß
- 2002–2008: Julian Osswald
- seit 2008: Markus Riethe